# 2010年7月坎帕拉袭击
2010年7月坎帕拉袭击是一次发生在乌干达首都坎帕拉的恐怖袭击，一間餐廳和一間欖球俱樂部遭到自殺式炸彈襲擊，目标是正在观看2010年世界杯足球赛决赛的观众，造成74人死亡70人受伤。一个相信和基地組織有关联的索马里伊斯兰教组织青年黨（Al-Shabaab）已经承认发动袭击，并承认这是不满乌干达支持非洲联盟驻索马里特派团（AMISOM）。这是索马里青年黨首次于索马里国土以外发动袭击。

## 審訊
2015年3月，烏干達高等法院開始審訊13名男性疑犯。2016年5月，7人被裁定恐怖主義控罪成立（5人被判終身監禁，2人被判入獄50年），1人被裁定恐怖主義控罪不成立但較輕的「事後協助」控罪成立，其餘5人獲判恐怖主義及謀殺控罪不成立。